# Andrzej Skubisz
Andrzej Skubisz (ur. 22 września 1914 w Győr, zm. 4 czerwca 1978 w Barczewie) – polski aktor i śpiewak teatralny, podporucznik piechoty Wojska Polskiego II RP.

## Życiorys
Andrzej Skubisz urodził się 22 września 1914 w Győr Nádorváros. 21 czerwca 1934 zdał egzamin dojrzałości w Państwowym Gimnazjum im. Królowej Zofii w Sanoku (w jego klasie byli m.in. Władysław Bes, Kazimierz Boczar, Stanisław Haduch). Następnie został przyjęty do Szkoły Podchorążych Piechoty w Komorowie k. Ostrowi Mazowieckiej. Na stopień podporucznika został mianowany ze starszeństwem z 1 października 1938 i 303. lokatą w korpusie oficerów piechoty, i wcielony do 1 Pułku Strzelców Podhalańskich w Nowym Sączu na stanowisko dowódcy plutonu. Podczas kampanii wrześniowej 1939 roku trafił do niewoli niemieckiej i został osadzony w Oflagu VII A Murnau. Tam występował w teatrze obozowym, stając się specjalistą od ról kobiecych. Po wyzwoleniu obozu w kwietniu 1945 roku występował w kierowanych przez Czesława Szpakowicza polskich grupach teatralnych, działających na terenie Niemiec: Teatrze Objazdowym oraz Teatrze Ludowym im. Wojciecha Bogusławskiego w Lingen.
W grudniu 1945 roku powrócił do Polski. W latach 1947/1947 był aktorem Teatru Groteska w Krakowie, jednocześnie pobierając lekcje śpiewu u Ady Sari. W latach 1947–1949 występował na scenach wrocławskich: w Teatrze Lalki i Aktora, Teatrach Dramatycznych oraz w Operze Wrocławskiej. Następnie był członkiem zespołów teatralnych: Teatru im. Stefana Jaracza w Olsztynie (1949–1954), Teatru Polskiego w Bielsku-Białej (1954–1962) oraz ponownie teatru olsztyńskiego, w którym występował aż do śmierci. W międzyczasie – w 1953 roku - zdał aktorski egzamin eksternistyczny. Jedynym filmowym występem Andrzeja Skubisza była rola prokuratora w 5. odcinku serialu „Szaleństwo Majki Skowron” z 1976 roku (reż. Stanisław Jędryka).